# NGC 2927
NGC 2927 (również PGC 27385 lub UGC 5122) – galaktyka spiralna z poprzeczką (SBb), znajdująca się w gwiazdozbiorze Lwa. Odkrył ją Heinrich Louis d’Arrest 21 lutego 1863 roku.